# Saint-Chinian
Saint-Chinian (okcitansko Sanch Inhan) je naselje in občina v južnem francoskem departmaju Hérault regije Languedoc-Roussillon. Leta 2009 je naselje imelo 1.836 prebivalcev.

## Geografija
Naselje leži v pokrajini Languedoc ob reki Vernazobre, 28 km severozahodno od Béziersa, 34 km severno od Narbonne.

## Uprava
Saint-Chinian je sedež istoimenskega kantona, v katerega so poleg njegove vključene še občine Agel, Aigues-Vives, Assignan, Babeau-Bouldoux, Cazedarnes, Cébazan, Cessenon-sur-Orb, Cruzy, Montouliers, Pierrerue, Prades-sur-Vernazobre in Villespassans s 7.818 prebivalci.
Kanton Saint-Chinian je sestavni del okrožja Béziers.

## Zanimivosti
- cerkev Nazareške Matere Božje;